# Софиевка (Павлодарская область)
Софиевка (каз. Софиевка) — упразднённое село в Щербактинском районе Павлодарской области Казахстана. Упразднено в 2017 году. Входило в состав Сосновского сельского округа. Код КАТО — 556857700.

## История
Колония Фриеденсфельд была основана в 1907 году немцами-переселенцами из Таврической и Екатеринославской губерний. В 1914 году на волне борьбы с немецкими названиями переименована в Софиевку в честь жены И. П. Забаровского — начальника I подрайона Павлодарского крестьянского переселенческого управления.

## Население
По материалам Всесоюзной переписи населения 1989 года население Софиевки составляло 456 человек.
В 1999 году население села составляло 372 человека (178 мужчин и 194 женщины). По данным переписи 2009 года в селе проживали 72 человека (34 мужчины и 38 женщин).